# 차량운반차
자동차운반차, 차량운반차 또는 탁송차(car carrier trailer, auto transport trailer, T/P)는 차량을 운반하기 위해 특수한 장비를 갖춘 특장차이자 평상화차(flatbed auto transport carrier)이다. 새로 출고한 신차나 공도 주행이 어려운 차량들을 동시에 운송하는 데에 사용된다. 풀 카고(풀 트레일러) 또는 돌리를 장착한 세미 트레일러 형식이 있다. 참고로, 미국에서는 선적을 목적으로 철도차량 또는 궤도차(railroad car)를 이용해 자동차를 항구까지 대량 수송하기도 하는데 이를 오토랙(미국 영어: autorack)이라고 한다. 

## 특징

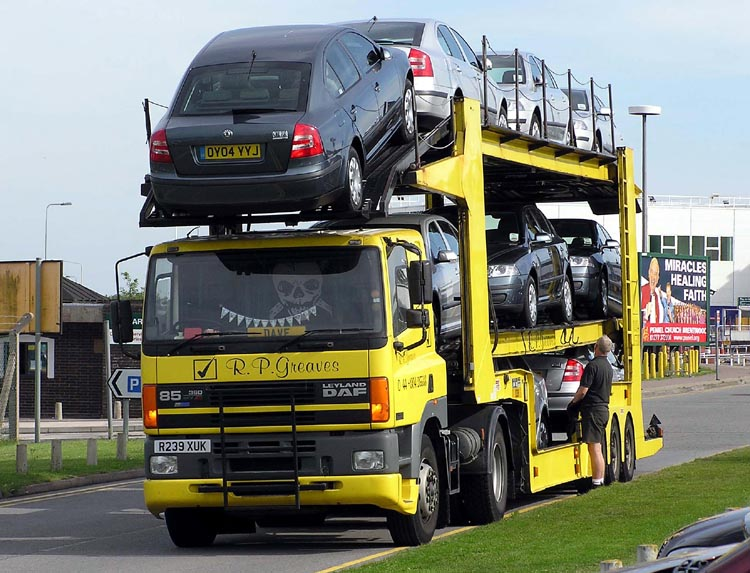
적재된 자동차를 내리기 위해 대기 중인 차량운반차, 영국 카디프 공항

차량운반차는 자동차를 싣기 위해 특수한 장비를 갖춘 통상 2층의 '더블 데크' 구조로 설계되며 자동차를 화물칸으로 올리고 내릴 수 있는 유압 구동식 경사 램프(built-in ramp)가 장착되어 있다. 참고로, 지붕이 없는 단층의 '플랫베드 트레일러' 타입도 있다. 1층의 후미는 받침대를 접고 운행해야 하므로 보통 1층은 2층보다 차량 한 대를 덜 실어야 한다. 즉, 2층에 세 대면 1층은 두 대, 두 대면 한 대를 적재할 수 있다. 자동차를 안전하게 수송하기 위한 목적의 차종이고 자동차를 적재한 형태가 마치 어부바를 한 모습과 같아 운송 업계에선 어부바 카라고 불리기도 한다. 카캐리어는 주로 현대 마이티와 같은 준중형 화물차부터 만들며 차량은 대다수가 영업용 번호판을 장착하고 있다. 카캐리어를 운행하는 회사는 자동차 회사들로서 주로 신차를 위탁배송(운송)하는 데에 쓰이나 가끔 해외 수출용 중고차를 싣는 용도로도 사용된다. 참고로, 포크레인 등 건설기계를 운송하는 셀프로더(self loader)도 차량운반차에 속한다. 고가의 슈퍼카 등 지상고가 낮은 차량을 수송하는 카캐리어는 롤오프트럭(roll-off truck)과 구조가 비슷하며, 상하차시 화물칸이 통째로 스윙된다. 군용으로는, K200장갑차 두 대를 동시에 적재할 수 있으며 최대 81.2톤까지 운송할 수 있는 K915 중장비 수송차량이 있다.

## 같이 보기
- 화물차
- 특장차
- 상용차